# Celtic Gladiator
Celtic Gladiator – irlandzka organizacja promująca mieszane sztuki walki i kick-boxing.

## Historia
Organizacja została założona w 2010 przez Mariusza Lechickiego, współwłaścicielem był Albert Jarzębak. Pierwsza gala odbyła się 19 marca 2011 w Portlaoise. Walki odbywają się w okrągłej klatce (na wzór Bellatora). Na galach CG występują lub występowali głównie lokalni zawodnicy, Polacy mieszkający w Irlandii oraz wielu znanych zawodników m.in. Artur Sowiński, Krzysztof Kułak, Piotr Hallmann czy Conor McGregor. Po dziewiątej gali w 2014 zawiesiła działalność. W lipcu 2016 wznowiono organizowanie gal, nowym prezesem został współwłaściciel Albert Jarzębak. Od wznowienia działalności postawiono na międzynarodową promocję organizując galę m.in. w USA, Wielkiej Brytanii i Polsce.
Gale do 2014 były retransmitowane w Canal+ Sport. Od 2016 zawody są transmitowane na żywo kanale FightBox oraz oficjalnym profilu na Facebooku.

## Zasady i reguły
Zasady i reguły w walkach MMA są oparte na „Unified Rules of Mixed Martial Arts”, z których korzysta większość organizacji na świecie:
- każda walka liczy 3 rundy
- każda runda trwa 5 minut
- przerwa pomiędzy rundami trwa 1 minutę

Sposoby wyłonienia zwycięzcy:
- poddanie (odklepanie lub słownie)
- nokaut
- techniczny nokaut
- decyzja sędziów
- dyskwalifikacja

Akcje zabronione:
- uderzanie głową
- każdy atak na oczy
- gryzienie
- szarpanie lub pociąganie za włosy
- zahaczanie (polega na zrobieniu „haka” z palca bądź z kilku palców i włożeniu ich do ust przeciwnika, a następnie ciągnięciu)
- wszelkie ataki na krocze
- bezpośredni atak na kręgosłup, obojczyk oraz tył głowy
- uderzenia z góry dolną częścią łokcia
- uderzenie w gardło, oraz łapanie tchawicy
- szczypanie, drapanie itp.
- kopanie głowy leżącego lub klęczącego przeciwnika
- naskakiwanie (nogą) na leżącego przeciwnika (ang. stomp)
- kopanie piętami po nerkach
- dźwignie za małe stawy (np. palce)
- wyrzucanie przeciwnika poza ring
- wkładanie palców w otwarte rany przeciwnika
- przytrzymywanie spodenek lub rękawic przeciwnika
- plucie
- trzymanie siatki
- używanie wulgaryzmów na ringu
- atak podczas przerwy
- atak na przeciwnika, pod ochroną sędziego
- atak po gongu
- świadome lekceważenie instrukcji oraz samego sędziego
- uporczywe unikanie kontaktu z przeciwnikiem
- symulowanie kontuzji

## Kategorie wagowe[7]
- musza – do 57 kg
- kogucia – do 61 kg
- piórkowa – do 66 kg
- lekka – do 70 kg
- półśrednia – do 77 kg
- średnia – do 84 kg
- półciężka – do 93 kg
- ciężka – do 120 kg
- superciężka – powyżej 120 kg

## Mistrzowie
Organizowane są gale zawodowe i amatorskie podczas których przyznawane są o pasy mistrzowskie na obu szczeblach w formułach MMA i kick-boxingu. Odbywały się również turnieje. Aktualnymi mistrzami CG są:
| Kategoria  | Waga               | Mistrz             | Od         | Obrony tytułu |
| ---------- | ------------------ | ------------------ | ---------- | ------------- |
| Ciężka     | do 120 kg (265 lb) | wakat              |            |               |
| Półciężka  | do 93 kg (205 lb)  | wakat              |            |               |
| Średnia    | do 84 kg (185 lb)  | Krzysztof Kułak    | 22.09.2012 | 2             |
| Półśrednia | do 77 kg (170 lb)  | wakat              |            |               |
| Lekka      | do 70 kg (155 lb)  | wakat              |            |               |
| Piórkowa   | do 66 kg (145 lb)  | Dmitrij Gierasimow | 19.05.2018 | 0             |
| Musza      | do 57 kg (125 lb)  | Kyle Estrada       | 19.05.2018 | 0             |

| Kategoria     | Waga                  | Mistrz          | Od         | Obrony tytułu |
| ------------- | --------------------- | --------------- | ---------- | ------------- |
| Półciężka     | do 95 kg (205 lb)     | Tomasz Sarara   | 06.10.2017 | 0             |
| Lekko średnia | do 72,5 kg (159,8 lb) | Łukasz Pławecki | 04.11.2017 | 0             |

### Tryumfatorzy turniejów
Turniej w kat. -70 kg.
Celtic Gladiator 3 – 15.10.2011 (półfinały) oraz Celtic Gladiatar 4 – 14.04.2012 (finał)
|  |           |                      |           |                  |       |                  |       |       |
|  | Półfinały | Półfinały            | Półfinały |                  |       | Finał            | Finał | Finał |
|  | Półfinały | Półfinały            | Półfinały |                  |       | Finał            | Finał | Finał |
|  |           |                      |           |                  |       |                  |       |       |
|  |           |                      |           |                  |       |                  |       |       |
|  | Litwa     | Viktor Tomasević     | POD1      |                  |       |                  |       |       |
|  | Litwa     | Viktor Tomasević     | POD1      |                  |       |                  |       |       |
|  | Łotwa     | Aleksander Skreivers |           |                  |       |                  |       |       |
|  | Łotwa     | Aleksander Skreivers |           |                  | Litwa | Viktor Tomasević | POD1  |       |
|  |           |                      |           |                  | Litwa | Viktor Tomasević | POD1  |       |
|  |           |                      | Polska    | Adrian Zieliński |       |                  |       |       |
|  | Irlandia  | Brian Moore kont.    | Polska    | Adrian Zieliński | DEC3  |                  |       |       |
|  | Irlandia  | Brian Moore kont.    |           |                  | DEC3  |                  |       |       |
|  | Polska    | Adrian Zieliński     |           |                  |       |                  |       |       |
|  | Polska    | Adrian Zieliński     |           |                  |       |                  |       |       |
|  |           |                      |           |                  |       |                  |       |       |

* Moor nie mógł wystąpić w finale turnieju z powodu odniesionej kontuzji w innym pojedynku.

## Lista gal Celtic Gladiator w Polsce
- lista gal Celtic Gladiator w Polsce